# 八卦营城址
八卦营城址，位于中国甘肃省民乐县，2006年5月25日公布为第六批全国重点文物保护单位，类型为古遗址。
八卦营城址及墓群的历史年代为汉至晋。